# 阮碧惠
阮碧惠（1924年2月27日—2005年8月25日），越南共和國銀行家及官員，曾任越南共和國財政部長。

## 生平
1924年2月27日，阮碧惠出生於法屬印度支那河內市。
早年先後畢業於巴黎大學、巴黎統計及經濟研究學院及法國國家行政學院，並取得法律學位，1955年任規劃部經濟及財政委員會秘書長，同年任南越國家銀行順化分行經理至1956年，1959-67年任南越國家銀行業務及研究主任，1968-69年任南越國家銀行總經理，1969-71年任財政部長。
2005年8月25日，阮碧惠在美國喬治亞州阿爾法勒特逝世。

## 個人生活
阮碧惠是佛教徒，與妻子裴閨德育有兩子一女。裴閨德過世於2015年5月11日，享壽89歲。

## 榮譽
- 大綬景星勳章[8]